# Габріель де Кастилья (антарктична станція)
Габріель де Кастилья (ісп. Base Antártica Gabriel de Castilla) — іспанська сезонна (літня) науково-дослідна станція в Антарктиці, заснована у 1990 році. Розташована на висоті 15 м над рівнем моря на о. Десепшен у Південних Шетландських островах. Населення становить до 36 осіб.
Станція має ім'я іспанського мореплавця та мандрівника Габріеля де Кастильї.

## Флора і фауна
Води, що оточують територію острова холодні, але на глибині вище точки замерзання, надзвичайно багаті фауною: бентос (антарктичні губки), членистоногі та ракоподібні, молюски, китоподібні, тюленеві, ластоногі. Абісальні води, які не замерзають, містять надзвичайну фауну відкриту на початку 21 століття. Наприклад, риби, чия кров та інші рідини містять органічні антифризи.
Основними тваринами є: морський леопард, тюлень Ведделла, краб, морський лев, поморник, буревісник, баклан, сніжниця тощо. Але найбільш помітним є пінгвін, понад півмільйона екземплярів якого мешкає на острові протягом антарктичного літа.